# Specie di Cithaeronidae
Di seguito vengono descritte tutte le specie della famiglia di ragni Cithaeronidae note a giugno 2014.

## Cithaeron
Cithaeron O. P.-Cambridge, 1872
- Cithaeron contentum Jocqué & Russell-Smith, 2011 — Sudafrica
- Cithaeron delimbatus Strand, 1906 — Africa orientale
- Cithaeron indicus Platnick & Gajbe, 1994 — India
- Cithaeron jocqueorum Platnick, 1991 — Costa d'Avorio
- Cithaeron praedonius O. P.-Cambridge, 1872 — Grecia, dalla Libia alla Malaysia, Australia, Brasile
- Cithaeron reimoseri Platnick, 1991 — Etiopia

## Inthaeron
Inthaeron Platnick, 1991
- Inthaeron rossi Platnick, 1991 — India